# Angola nos Jogos Olímpicos de Verão de 2012
Angola competiu nos Jogos Olímpicos de Verão de 2012, que aconteceram na cidade de Londres, no Reino Unido, de 27 de Julho até 12 de Agosto de 2012.

## Desempenho

### Canoagem de velocidade
Angola conseguiu uma vaga no evento de C2-100 m masculino, garantida nos All-Africa Games 2011, realizados do dia 5 ao dia 8 de Setembro de 2011.

### Natação
Masculino
| Atletas       | Evento       | Eliminatórias | Eliminatórias | Semifinal | Semifinal | Final       | Final       |
| Atletas       | Evento       | Tempo         | Posição       | Tempo     | Posição   | Tempo       | Posição     |
| ------------- | ------------ | ------------- | ------------- | --------- | --------- | ----------- | ----------- |
| Pedro Pinotes | 400 m medley | 4min24s69     | 30º           |           |           | Não avançou | Não avançou |

Feminino
| Atletas           | Evento     | Eliminatórias | Eliminatórias | Semifinal   | Semifinal   | Final       | Final       |
| Atletas           | Evento     | Tempo         | Posição       | Tempo       | Posição     | Tempo       | Posição     |
| ----------------- | ---------- | ------------- | ------------- | ----------- | ----------- | ----------- | ----------- |
| Mariana Henriques | 50 m livre | 31s36         | 61º           | Não avançou | Não avançou | Não avançou | Não avançou |